# Nicola Scattolin
Nicola Scattolin, né le 9 août 1982 à Noale, est un coureur cycliste italien.

## Palmarès
- 2002
  - Coppa Città di Lonigo
- 2003
  - Grand Prix de Roncolevà
  - Mémorial Guido Zamperioli
  - 2e du Trophée de la ville de Conegliano
  - 3e du Grand Prix de l'industrie et du commerce de San Vendemiano
- 2004
  - Florence-Empoli
  - Trofeo Caduti di Soprazocco
  - Gran Premio Custoza

## Classements mondiaux
| Année           | 2006 |
| --------------- | ---- |
| UCI Europe Tour | 594e |